# Quartier des Invalides

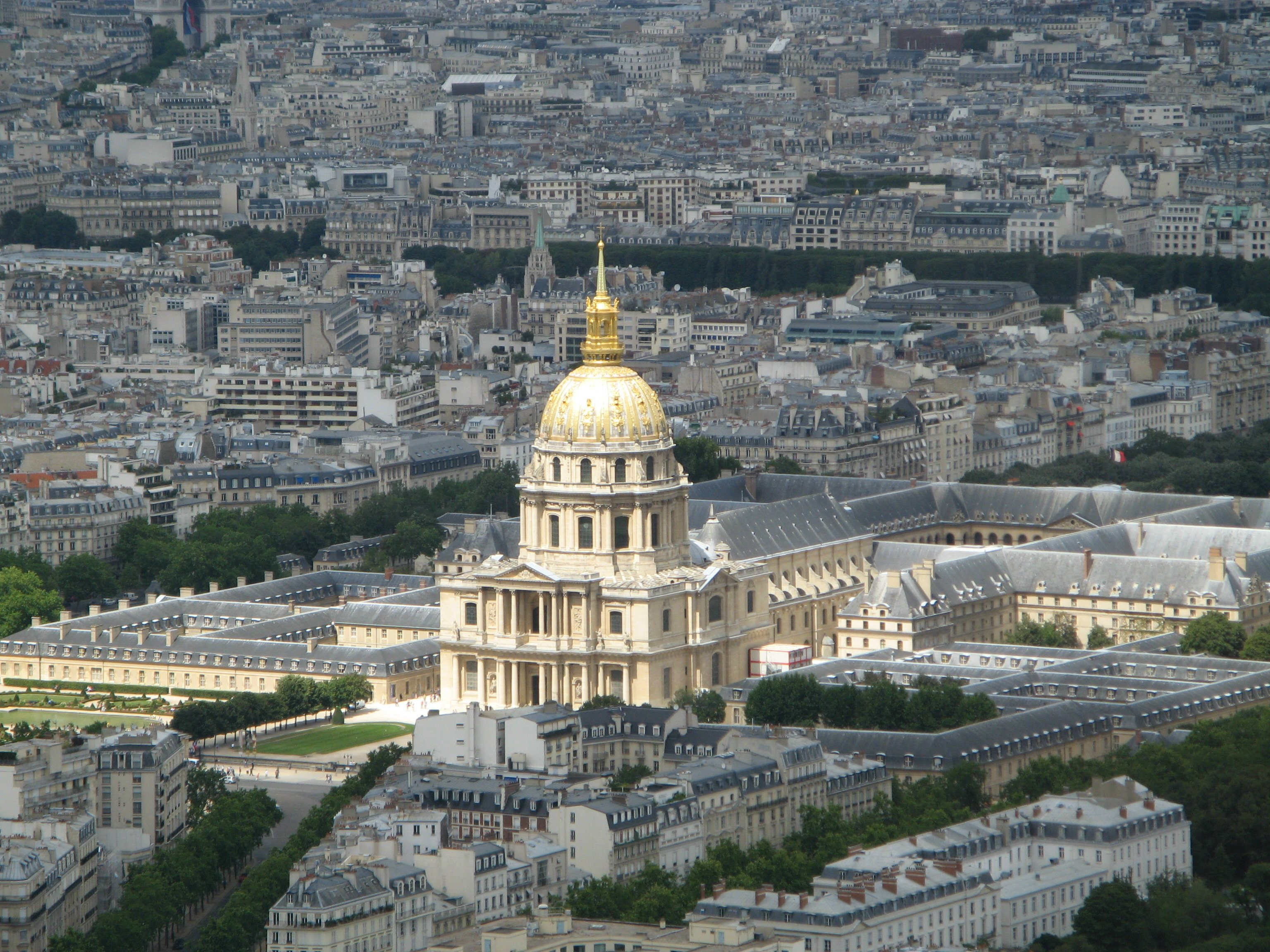
Invalidovna a okolí

Quartier des Invalides (čtvrť Invalidovna) je 26. administrativní čtvrť v Paříži, která je součástí 7. městského obvodu. Má rozlohu 107,4 ha a ohraničují ji ulice Rue Bellechasse a Rue Vaneau na východě, Rue de Babylone, Boulevard des Invalides a Avenue de Tourville na jihu, Boulevard de la Tour-Maubourg na západě a řeka Seina na severu.
Čtvrť byla pojmenována podle pařížské Invalidovny.

## Vývoj počtu obyvatel
| Rok sčítání | Počet obyvatel | Hustota zalidnění (ob./km²) |
| ----------- | -------------- | --------------------------- |
| 1954        | 12 375         | 11 522                      |
| 1962        | 11 606         | 10 806                      |
| 1968        | 10 166         | 9 466                       |
| 1975        | 8 635          | 8 040                       |
| 1982        | 7 528          | 7 009                       |
| 1990        | 7 209          | 6 712                       |
| 1999        | 6 276          | 5 844                       |